# Augusta longifolia
Augusta longifolia là một loài thực vật có hoa trong họ Thiến thảo. Loài này được (Spreng.) Rehder mô tả khoa học đầu tiên năm 1935.